# Aeroportul Lord Howe Island
Aeroportul Lord Howe Island (IATA: LDH, ICAO: YLHI) este un aeroport din Insula Lord Howe, Noul Wales de Sud, Australia ce deservește zona Insula Lord Howe. Aeroportul a fost tranzitat în 2022 de 31.133 de pasageri. A fost numit după zona deservită.
Situat la o altitudine de 3 m, aeroportul dispune de o singură pistă.